# Demodulatie (transmissie)
Demodulatie is de omgekeerde bewerking van modulatie, dus een onderdeel van de radiotechniek. Het is bij gegevensoverdracht de techniek om het bronsignaal weer uit het ontvangen signaal, uit de draaggolf af te zonderen. Men spreekt ook van detectie.

## AM demodulatie
Een AM-signaal kan met een gelijkrichter worden gedemoduleerd. Er is dan sprake van detectie met diodes. De momentane waarde van het gelijkgerichte signaal zal evenredig zijn met de amplitude van het omhullende van het oorspronkelijke signaal.

## FM demodulatie
Er zijn verscheidene manieren om een FM-signaal te demoduleren. De meest gebruikelijke is met behulp van een discriminator, een schakeling met een filter dat het signaal verzwakt evenredig met de frequentie en een diodedetector, zoals bij AM-demodulatie. Een verbeterde versie hiervan gebruikt twee filters met diodedetectors, het ene filter is afgestemd op het hoge eind en de andere op het lage deel van de frequentieband en voert de signalen van beide detectors toe aan een verschilversterker.
Een andere methode voert het signaal naar een phase-locked loop waarbij het 'bijregel'-signaal het gedemoduleerde signaal levert. 